# Municipio de Beulah (Carolina del Norte)
El municipio de Beulah (en inglés: Beulah Township) es un municipio ubicado en el  condado de Johnston en el estado estadounidense de Carolina del Norte. En el año 2010 tenía una población de 4.311 habitantes.

## Geografía
El municipio de Beulah se encuentra ubicado en las coordenadas 35°35′9.57″N 78°8′23.98″O / 35.5859917, -78.1399944.